# Den demokratiske terrorist
Den demokratiske terrorist er en svensk-tysk thrillerfilm fra 1992 instrueret af Per Berglund. Den er baseret på romanen af samme navn fra 1987 af Jan Guillou.

## Handling
Den svenske agent, Carl Hamilton skal knuse en tysk terrororganisation, som planlægger et angreb i Stockholm. I Hamborg lykkes det ham at infiltrere organisationen, men alt går ikke efter planen.

## Medvirkende (i udvalg)
- Stellan Skarsgård som Carl Hamilton
- Katja Flint som Monika Reinholdt
- Kjell Bergqvist som Eric von Platen
- Susanne Lothar som Friederike Kunkel
- Ulrich Tukur som Siegfried Maack
- Rolf Hoppe som Lodge Hecht
- Reuben Sallmander som betjenten i lejligheden